# S.S. Basket Napoli
La Società Sportiva Basket Napoli fue un club de baloncesto italiano con sede en la ciudad de Nápoles, en Campania. Disputaba sus encuentros de local en el PalaBarbuto de Nápoles, con capacidad para 5.500 espectadores. Los colores de la sociedad eran el blanco y el azul.

## Historia
Antes de la temporada 1999/00 la sociedad se llamaba Serapide Pozzuoli, con sede en  Pozzuoli (ciudad en la Ciudad metropolitana de Nápoles); en 1999 el presidente Lubrano trasladó la sede a Nápoles. La sociedad fue cedida a Mario Maione en julio del 2001 y en la temporada 2001/02 el club consiguió la promoción a la primera división.
En 2006 ganó la Copa Italia.
En 2008 el Consejo Federal de la Federación Italiana de Baloncesto revocó la admisión del conjunto a la Serie A, por incumplimientos financieros. El S.S. Basket Napoli así fue relegado a la Serie C2. La sociedad quebró el 12 de enero de 2010.

## Palmarés
- 1 Copa de Italia: 2006.

## Denominaciones
| - 1995-1999 Serapide Pozzuoli - 1999-2001 Record Napoli - 2002-2005 Pompea Napoli - 2005-2006 Carpisa Napoli - 2006-2008 Eldo Basket Napoli |